# Puchar Świata w Piłce Ręcznej Mężczyzn 1971
1. Puchar Świata w Piłce Ręcznej Mężczyzn – międzynarodowy turniej w piłce ręcznej mężczyzn, który odbył się w Szwecji od 23 do 28 listopada 1971 roku. Do rywalizacji przystąpiło 8 drużyn, a zwycięzcą turnieju została reprezentacja Jugosławii, pokonując w finale rozgrywek reprezentację Rumunii.
Zawody rozegrano w hali sportowej w Göteborgu.

## System rozgrywek
Drużyny zostały podzielone na dwie grupy. W fazie grupowej rozgrywki toczyły się systemem kołowym. W zależności od zajętego miejsca w grupach, zespoły grały następnie o 1 (zwycięzcy grup), 3 (zdobywcy drugiego miejsca w grupach), 5 (zdobywcy trzeciego miejsca w grupach) oraz 7 miejsce (zdobywcy czwartego miejsca w grupach). 

## Uczestnicy
W turnieju udział wzięły reprezentacje Jugosławii, NRD, Czechosłowacji, Szwecji, Hiszpanii, ZSRR, Norwegii oraz Rumunii.

## Grupy
Rozgrywki podzielono na dwie grupy, po cztery drużyny narodowe w każdej. Bezpośrednio po losowaniu grup została ustalona kolejność spotkań w poszczególnych grupach.
| Grupa A        |
| -------------- |
| Rumunia        |
| Hiszpania      |
| Czechosłowacja |
| Szwecja        |

| Grupa B    |
| ---------- |
| Norwegia   |
| ZSRR       |
| Jugosławia |
| NRD        |

## Faza grupowa
Opracowano na podstawie materiału źródłowego.

### Grupa A
| Lp. | Drużyna        | M | Mecze | Mecze | Mecze | Bramki | Bramki | Bramki | Pkt |
| Lp. | Drużyna        | M | W     | R     | P     | +      | −      | +/−    | Pkt |
| --- | -------------- | - | ----- | ----- | ----- | ------ | ------ | ------ | --- |
| 1.  | Rumunia        | 3 | 3     | 0     | 0     | 60     | 36     | +24    | 6   |
| 2.  | Czechosłowacja | 3 | 2     | 0     | 1     | 46     | 48     | −2     | 4   |
| 3.  | Szwecja        | 3 | 1     | 0     | 2     | 46     | 40     | +6     | 2   |
| 4.  | Hiszpania      | 3 | 0     | 0     | 3     | 35     | 63     | −28    | 0   |

#### Wyniki
| 23 listopada 1971 | Rumunia | 19:13 | Czechosłowacja |  |
| 23 listopada 1971 |         | 19:13 |                |  |

| 23 listopada 1971 | Szwecja | 20:9(8:3) | Hiszpania |  |
| 23 listopada 1971 |         | 20:9(8:3) |           |  |

| 24 listopada 1971 | Rumunia | 25:9 | Hiszpania |  |
| 24 listopada 1971 |         | 25:9 |           |  |

| 24 listopada 1971 | Czechosłowacja | 15:12 | Szwecja |  |
| 24 listopada 1971 |                | 15:12 |         |  |

| 25 listopada 1971 | Czechosłowacja | 18:17(10:10) | Hiszpania |  |
| 25 listopada 1971 |                | 18:17(10:10) |           |  |

| 25 listopada 1971 | Rumunia | 15:14 | Szwecja |  |
| 25 listopada 1971 |         | 15:14 |         |  |

### Grupa B
| Lp. | Drużyna    | M | Mecze | Mecze | Mecze | Bramki | Bramki | Bramki | Pkt |
| Lp. | Drużyna    | M | W     | R     | P     | +      | −      | +/−    | Pkt |
| --- | ---------- | - | ----- | ----- | ----- | ------ | ------ | ------ | --- |
| 1.  | Jugosławia | 3 | 3     | 0     | 0     | 48     | 38     | +10    | 6   |
| 2.  | ZSRR       | 3 | 2     | 0     | 1     | 47     | 44     | +3     | 4   |
| 3.  | NRD        | 3 | 0     | 1     | 2     | 44     | 47     | −3     | 1   |
| 4.  | Norwegia   | 3 | 0     | 1     | 2     | 36     | 46     | −10    | 1   |

#### Wyniki
| 23 listopada 1971 | Jugosławia | 15:11 | ZSRR |  |
| 23 listopada 1971 |            | 15:11 |      |  |

| 23 listopada 1971 | NRD | 12:12 | Norwegia |  |
| 23 listopada 1971 |     | 12:12 |          |  |

| 24 listopada 1971 | Jugosławia | 15:11 | Norwegia |  |
| 24 listopada 1971 |            | 15:11 |          |  |

| 24 listopada 1971 | ZSRR | 17:16 | NRD |  |
| 24 listopada 1971 |      | 17:16 |     |  |

| 25 listopada 1971 | Jugosławia | 18:16 | NRD |  |
| 25 listopada 1971 |            | 18:16 |     |  |

| 25 listopada 1971 | ZSRR | 19:13 | Norwegia |  |
| 25 listopada 1971 |      | 19:13 |          |  |

## Faza finałowa
Opracowano na podstawie materiału źródłowego.

### Mecz o 7. miejsce
| 27 listopada 1971 | Norwegia | 21:14 | Hiszpania |  |
| 27 listopada 1971 |          | 21:14 |           |  |

### Mecz o 5. miejsce
| 27 listopada 1971 | Szwecja | 15:12 | NRD |  |
| 27 listopada 1971 |         | 15:12 |     |  |

### Mecz o 3. miejsce
| 27 listopada 1971 | ZSRR | 15:12(8:5) | Czechosłowacja |  |
| 27 listopada 1971 |      | 15:12(8:5) |                |  |

### Finał
| 28 listopada 1971 | Jugosławia | 17:15(9:5) | Rumunia | Göteborg, Szwecja |
| 28 listopada 1971 |            | 17:15(9:5) |         | Göteborg, Szwecja |

## Klasyfikacja końcowa
Opracowano na podstawie materiału źródłowego.
| Miejsce | Reprezentacja  |
| ------- | -------------- |
| 1.      | Jugosławia     |
| 2.      | Rumunia        |
| 3.      | ZSRR           |
| 4.      | Czechosłowacja |
| 5.      | Szwecja        |
| 6.      | NRD            |
| 7.      | Norwegia       |
| 8.      | Hiszpania      |